# Federazione di rugby a 15 della Repubblica Ceca
La Federazione di rugby a 15 della Repubblica Ceca (in ceco: Česká Rugbyová Unie) è l'organo che governa il Rugby a 15 in Repubblica Ceca.
Affiliata all'International Rugby Board, in rappresentanza dell'allora Cecoslovacchia, è inclusa fra le nazionali di terzo livello senza esperienze di Coppa del Mondo.